# Colleen Bolton
Colleen Bolton (* 19. März 1957) ist eine ehemalige australische Skilangläuferin.
Bolton kam bei den Nordischen Skiweltmeisterschaften 1978 in Lahti auf den 41. Platz über 5 km sowie auf den 35. Rang über 20 km und bei den Nordischen Skiweltmeisterschaften 1982 in Oslo auf den 48. Platz über 5 km, auf den 43. Rang über 10 km sowie auf den 41. Platz über 20 km. Bei ihrer einzigen Teilnahme an Olympischen Winterspielen im Februar 1980 in Lake Placid belegte sie den 36. Platz über 5 km und den 35. Rang über 10 km.